# Источноафрички галаго игличастих канџи
Источноафрички галаго игличастих канџи (лат. Galago matschiei) је врста полумајмуна из породице галага (Galagidae).

## Распрострањење
Ареал врсте покрива средњи број држава. Врста је присутна у Уганди, Бурундију, Руанди и ДР Конгу.

## Станиште
Станиште врсте су шуме.

## Угроженост
Ова врста није угрожена, и наведена је као последња брига јер има широко распрострањење.